# Knize Ten

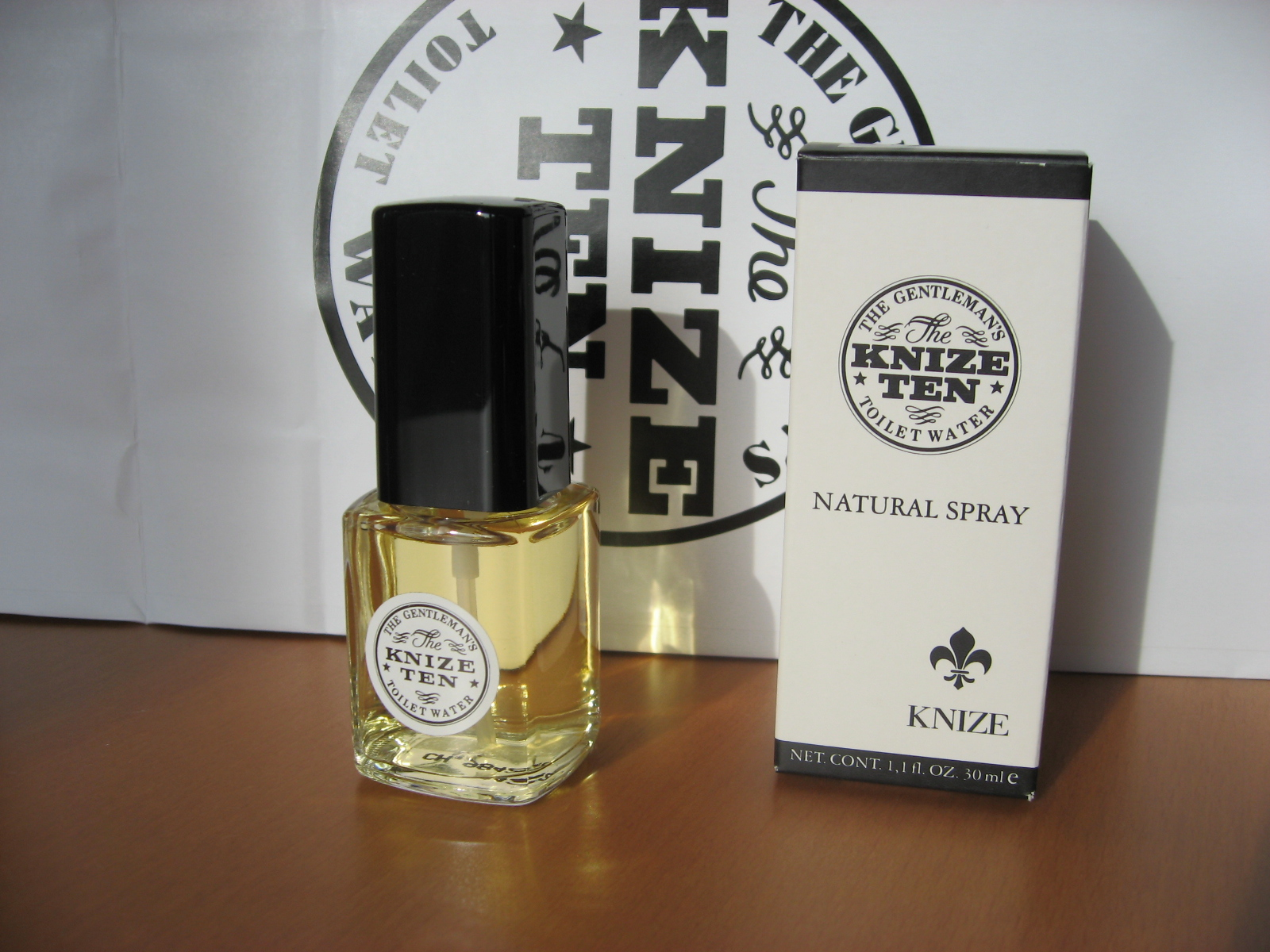
Flakon mit dem Produkt Knize Ten

Knize Ten wird vom Hersteller als erste Herrenparfümserie der Welt vermarktet. Das Parfüm ist eine Komposition mit einer Duftnote nach Leder. Es enthält daneben unter anderem ätherische Öle von Rosmarin, Orange, Bergamotte, Zeder und Sandelholz sowie Ambra.

## Geschichte
Kreiert wurde es in den 1920er Jahren von François Coty und Vincent Roubert für Wiens führenden Herrenausstatter Kniže & Comp. (sprich „Knische“ mit weichem „sch“). Benannt wurde es nach der höchsten Vorgabe beim Polo. Die Rechte lagen bei der Pariser Filiale von Kniže. Als diese jedoch 1972 schloss, gingen die Rechte auf den Wiener Stammsitz über.
Zu den Benutzern von Knize Ten sollen James Dean und David Niven sowie der Regisseur Billy Wilder gezählt haben.